# Москин, Дмитрий Николаевич
Дмитрий Николаевич Мо́скин (род. 1950) — российский художник, дизайнер и журналист, автор нескольких книг. Заслуженный работник культуры Республики Карелия.

## Биография
Окончил в 1978 году Высшее художественно-промышленное училище им. В. И. Мухиной.
С 2001 года — член Союза журналистов России, с 2002 года — член Творческого Союза художников России, с 2004 года — член Союза дизайнеров России.
Участник и призёр выставок художников-карикатуристов в СССР, России и за рубежом.
Автор нескольких книг-альбомов по народной культуре и карикатуре.